# Копа Америка у фудбалу за жене 2022. финале
Копа Америка у фудбалу за жене 2022. финале је била фудбалска утакмица одиграна 30. јула 2022. године која се одиграла на стадиону Алфонсо Лопез у Букараманги, Колумбија, да би се одредиле победнице Копа Америка у фудбалу за жене 2022. Утакмица се одиграла између репрезентација домаћина Колумбије и Бразила.
Бразил је победио Колумбију са 1 : 0 и освојио своју 8. титулу. Као победнице, такмичиће се на инаугурационој женској финалисими 2023. против Енглеске, победнице УЕФА Европског првенства за жене 2022. године.

## Стадион
Финална утакмица турнира одржана је на стадиону Алфонсо Лопез у граду Букараманга. Са капацитетом од само 28.000, стадион никада није био домаћин ниједног већег фудбалског турнира, осим што је био дом Атлетико Букараманге, клуба из прве дивизије колумбијске категорије Примера А. Упркос недостатку значаја и малој величини, стадион је изабран за домаћина финалног меча такмичења. Избор је изазвао много контроверзи због инфериорног стандарда за финале континенталног турнира.

## Пут до финала
| Pos | Тим       | О | Бод. |
| --- | --------- | - | ---- |
| 1   | Колумбија | 4 | 12   |
| 2   | Парагвај  | 4 | 9    |
| 3   | Чиле      | 4 | 6    |
| 4   | Еквадор   | 4 | 3    |
| 5   | Боливија  | 4 | 0    |

| Pos | Тим       | О | Бод. |
| --- | --------- | - | ---- |
| 1   | Бразил    | 4 | 12   |
| 2   | Аргентина | 4 | 9    |
| 3   | Венецуела | 4 | 6    |
| 4   | Уругвај   | 4 | 3    |
| 5   | Перу      | 4 | 0    |

### Колумбија
Као домаћин турнира, Колумбија је играла у групи А, са Еквадором, Чилеом, Парагвајем и Боливијом. Колумбијци су своју групну фазу (која се играла на Естадио Олимпико Паскал Гереро, Кали) прошли глатко, на почетку су савладали Парагвај резултатом 4 : 2, пре него што су лако надмашили слабију боливијску екипу са 3 : 0. Колумбијке су се тада суочиле са јачом екипом Еквадора, и успеле су да победе захваљујући Линди Каиседо, која је ову утакмицу одиграла изузетно и тиме омогућила свом тиму победу од 2 : 1. Колумбија је коначно демолирала Чиле резултатом 4 : 0, гарантујући прво место у групи и избацивши Чиле из нокаут фазе. У полуфиналу, Колумбија је имала тежак пут против Аргентине, само је победом од 1 : 0 захваљујући Линди Каиседо поново резервисала пласман у финале и квалификовала се за Светско првенство у фудбалу за жене 2023., пошто је Колумбија имала за циљ да освоји свој прву икада трофеј након што је два пута била друга.

### Бразил
Најодликованији тим на турниру, који је био шампион седам пута, укључујући и задње издање 2018, Бразил је постављен у групу Б са другим шампионом Јужне Америке Аргентином, као и Перуом, Уругвајем и Венецуелом, Бразил се показао превише моћним за групу фаза, Бразилци су лако победили Аргентину са 4 : 0 у првом мечу, пре него што су извојевали још једну лаку победу од 3 : 0 над Уругвајем. Пошто Бразил није играо у 3. мечу, тим се вратио у акцију у 4. мечу против Венецуеле, пошто су Бразилци поново доказали своју доминацију победом од 4 : 0. Са обезбеђеним првим местом на табели, Бразил је уништио слабу екипу Перуа резултатом 6 : 0 и освојио групу непоражен и без примљеног гола. У полуфиналу, Бразил је имао тежу утакмицу против оштрог Парагваја, али је ипак успео да победи резултатом 2 : 0, да се пласира у финале са савршеним победничким резултатом и ниједним примљеним голом, као и да се квалификује за Светски свет за жене ФИФА 2023. Куп.

## Утакмица
Каролина Ариас (Колумбија) је суспендована од стране Конмебола због кршења здравствених протокола и искључена је из финала.

### Детаљи
| Колумбија | 0 : 1                               | Бразил              |
| --------- | ----------------------------------- | ------------------- |
|           | Извештај (ФИФА) Извештај (Конмебол) | - Дебиња 39’ (пен.) |

| Колумбија | Бразил |

| Гол            | 1  | Каталина Перез      |     |     |
| Одб            | 22 | Данијела Карака     |     |     |
| Одб            | 3  | Данијела Аријас     |     |     |
| Одб            | 19 | Хорелин Карабали    |     |     |
| Одб            | 2  | Мануела Ванегас     |     |     |
| Сре            | 6  | Даниела Монтоја (к) |     |     |
| Сре            | 5  | Лорена Бедоја       | 52’ | 85’ |
| Нап            | 18 | Линда Каиседо       |     |     |
| Сре            | 10 | Лејси Сантос        |     |     |
| Нап            | 11 | Каталина Усме       |     |     |
| Нап            | 9  | Мајра Рамирез       |     | 63’ |
| Резерве:       |    |                     |     |     |
| Гол            | 12 | Сандра Сепулведа    |     |     |
| Гол            | 13 | Наталија Хиралдо    |     |     |
| Одб            | 14 | Анхела Барон        |     |     |
| Одб            | 20 | Моника Рамос        |     |     |
| Сре            | 4  | Дијана Оспина       |     | 63’ |
| Сре            | 8  | Анхи Кастањеда      |     |     |
| Сре            | 16 | Габриела Родригез   |     |     |
| Сре            | 21 | Лиана Салазар       |     |     |
| Нап            | 7  | Гисела Робледо      |     | 85’ |
| Нап            | 15 | Татјана Ариза       |     |     |
| Нап            | 23 | Елекса Бар          |     |     |
|                |    |                     |     |     |
| Селектор:      |    |                     |     |     |
| Нелсон Абадија |    |                     |     |     |

| Гол          | 1  | Лорена               |     |     |
| Одб          | 13 | Антонија             | 59’ |     |
| Одб          | 15 | Таинара              | 40’ |     |
| Одб          | 4  | Рафаеле Соуза(к)     |     |     |
| Одб          | 17 | Ари Борхес           |     | 67’ |
| Одб          | 6  | Тамирес              |     |     |
| Сре          | 11 | Адријана             |     |     |
| Сре          | 8  | Анхелина             |     | 8’  |
| Сре          | 9  | Дебиња               |     |     |
| Нап          | 21 | Керолин              |     | 67’ |
| Нап          | 16 | Биа Занерато Беатриз | 55’ | 87’ |
| Резерве:     |    |                      |     |     |
| Гол          | 12 | Наташа Онегар        |     |     |
| Гол          | 22 | Луцијана             |     |     |
| Одб          | 2  | Летиција Сантос      |     |     |
| Одб          | 3  | Кателен              |     |     |
| Одб          | 20 | Фе Палермо           |     |     |
| Сре          | 5  | Дуда Сантос          |     |     |
| Сре          | 14 | Дуда Сампаио         |     |     |
| Сре          | 23 | Луана                |     | 67’ |
| Нап          | 7  | Габи Портилхо        |     | 67’ |
| Нап          | 10 | Дуда Францелино      |     | 8’  |
| Нап          | 18 | Жејсе                |     | 87’ |
| Нап          | 19 | Жиована              |     |     |
| Селектор:    |    |                      |     |     |
| Пиа Сундхаге |    |                      |     |     |

| Играч утакмице: Линда Каиседо (Колумбија) Званичници Помоћне судије: Маријана де Алмеида (Аргентина) Дијана Милоне (Аргентина) Четврти судија: Адријана Фарфан (Боливија) ВАР: Зулма Квињонез (Парагвај) Помоћници ВАР судије: Сусана Кореља (Еквадор) Моника Амбоја (Еквадор) | Правила - 90 минута - 30 минута Продужеци ако је потребно - Извођење једанаестераца ако су резултати и даље изједначени - Највише дванаест именованих заменика - Највише пет замена, са шестом дозвољеном у продужецима |

## Белешке
1. ↑  Сваком тиму су дате само три прилике да изврши замене, уз четврту прилику у продужецима, не рачунајући замене извршене на полувремену, пре почетка продужетака и на полувремену у продужецима.